# Fată

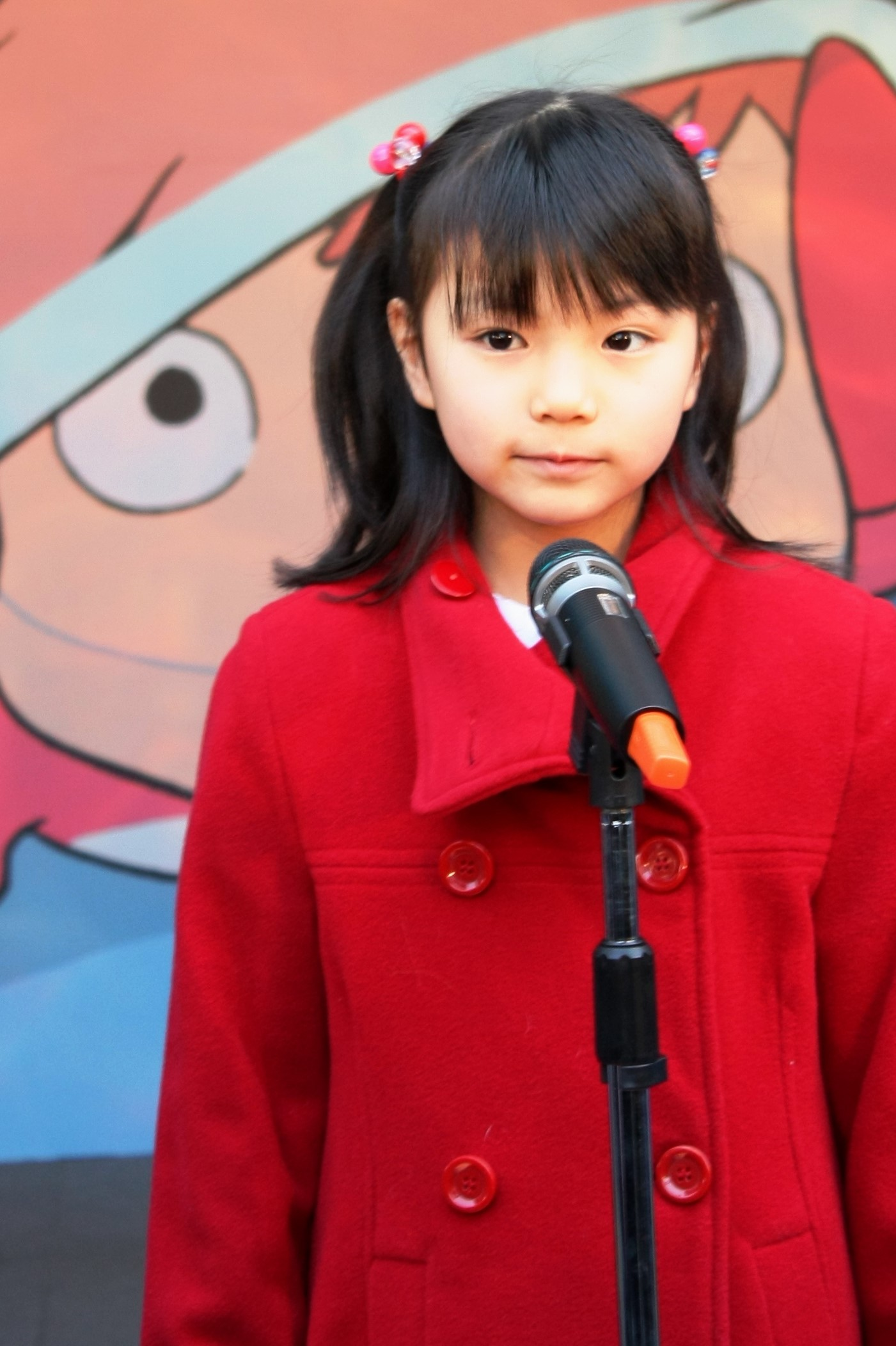
O fată de 9 ani.

O fată este orice om de sex feminin de la naștere, prin copilărie și adolescență, până la atingerea maturității, atunci când ea devine femeie. Termenul poate fi de asemenea folosit pentru a descrie o femeie tânără.

## Vezi și
- Listă cu privire la vârsta majoratului civil în lume
- Literatură pentru fete

## Legături externe
- „Fată” la DEX online